# Sia Figiel
Sia Figiel (n. 1967 - ...) este o romancieră, poetă și pictoriță samoană.